# Џери Халивел
Џералдин Естел Халивел (енгл. Geraldine Estelle Halliwell; рођена 6. август 1972), позната као Џери Халивел је енглеска певачица, која се прославила 1996. године у групи Спајс герлс и 1999. као соло певачица. Спајс герлс је напустила 1998. године, да би им се поново придружила у заједничкој турнеји 2007. године.

## Почетак каријере: Џинџер Спајс
Халивел је рођена 6. августа 1972. у Ветфорду, и одгајана је као Јеховин сведок. Пре него што је започне своју музичку каријеру, ради је у ноћном клубу у Мајорци и као модел. И пре него што је постала музичка звезда, њене голишаве фотографије излазе у разним часописима.
Чланица бенда Спајс Герлс (Spice Girls) постаје 1994. године, на аудицији издавачке куће Virgin Records. Заједно са Викторијом Адамс, Мелани Чизом, Мелани Браун, а нешто касније и са Емом Бантон, оснива бенд Спајс Герлс.
Светску славу стичу 1996. својим првим синглом, Wannabe. Исте године излази албум Spice, и још четири сингла - Say You'll Be There, 2 Become 1, Mama и Who Do You Think You Are. Халивел добија надимак Џинџер Спајс (енгл. Ginger Spice, енг. Риђокоса). 1997. излази њихов албум Spiceworld, који понавља успех претходног албума, као и истоимени филм, који се сматра једним од најгорих остварења 1997. године.
Халивел напушта бенд 1998. године. Иако Спајсице кажу да она одлази због „непремостивих разлика између ње и осталих чланова“, многи мисле да је за њено напуштање бенда крива Мел Би, са којом се Халивел наводно посвађала. Халивел бенд напушта усред турнеје по Северној Америци, тако да остале чланице без ње завршавају турнеју. На Божић 1998. године четири Спајсице објављују Goodbye, опроштајну песму, а на албуму Forever (2000) налазе се још две песме посвећене Џери - Let Love Lead The Way и Tell Me Why.

## Соло каријера
Први соло албум Халивел, Schizophonic, излази 1999. године. Уноси малу промену у свом изгледу - фарба косу у плаво. Њен први синлг, Look At Me, достиже друго место на УК музичкој листи. Већи успех постиже њен други сингл, Mi Chico Latino, који се котира на првом месту УК, али и многих других листа широм света. Исти успех као Mi Chico Latino постиже и сингл Lift Me Up. Четврти сингл, Bag It Up такође се котира на првом месту УК листе. Песму Bag It Up Халивел изводи на додели „БРИТ“ музичких награда 2000, на којој је имала и неколико номинација.
1999. године излази њена аутобиографија If Only, а 2002. њена друга аутобиографија Just for the Record, у којој описује свој живот и како је постала звезда. Исте године излазе и два њена DVD издања о јози Geri Yoga и Geri Body Yoga.
Други соло албум, Scream If You Wanna Go Faster излази 2001. године. Први сингл, It's Raining Man, прерада је песме бенда Weather Girls из 1983. године. It's Raining Man заузима прво место на УК музичкој листи. Синглови Scream If You Wanna Go Faster и Calling нису били тако успешни - први је заузео осмо, а други седмо место на УК листи.
2002. годије учествује као судија у емисији Popstars: The Rivals, који ствара бенд Girls Aloud. Исте године, појављује се као судија у америчкој ријалити-емисији All American Girl. 2004. године појавила се и у серији "Секс и град".
Крајем 2004. враћа се музици, и издаје албум Passion. Али, стари успех је очигледно тешко поновити, тако да овај албум није нешто примећен код публике. Сингл Ride It био је кратко на четвртом месту УК листе, али је други сингл, Desire, био је тек двадесетдруги.

## Поново Џинџер
Средином 2007. Спајс Герлс најављују своје окупљање и турнеју крајем 2007. и почетком 2008. Иако је у почетку планирано мање од десет концерата, нови датуми се стално додају, јер је интересовање огромно. Спајсице су издале компилацију својих највећих хитова, The Greatest Hits.

## Политичка ангражовања
Халивел је једном приликом 1997. изјавила да је "Маргарет Тачер оригинална Спајсица, јер је показала шта је Моћ девојака када је постала премијер Уједињеног Краљевства, да је она зачетница Моћи девојака, и да је она спиритуално шеста чланица Спајс Герлс“. 1997. је на изборима подржала Конзервативну партију.
Такође, Џери је 1996. године изјавила да је Тони Блер несигурна личност за британску економију, али га је исто тако подржала у политичкој кампањи 2001. године, када је подржала Лабуристе.

## Приватни живот
Године 2002. имала је романтичну везу са певачем Робијем Вилијамсом. Исте године купила је имање од чувеног певача Џорџа Мајкла, на ком и данас живи са својом кћеркицом Блубел Мадоном.
14. маја 2006. Халивел је родила кћерку Блубел Мадону, чији је отац Саша Герваши, певач бенда Bush. Прво име Блуебел девојчица је добила по Халивелином омиљеном цвету, зумбулу (Bluebell енг. зумбул), а друго име по две Халивелине хероине - Богородици (the Virgin Madonna енг. Богородица) и певачици Мадони.
У априлу 2007. године, Халивел је позвала бивше чланице Спајс Герлс да дођу на крштење њене кћеркице. То су били зачеци помирења чланица. Викторија Бекам је прихватила позив, баш као и Мелани Чизом и Ема Бантон, али без Мелани Браун, која није могла да дође, будући да је тада и сама била трудна са глумцем Едијем Марфијем. Кумови Блубел Мадоне су Викторија Бекам и партнер Џорџа Мајкла, Кени Гош.